# 德国被驱逐者
德国被驱逐者（德語：Heimatvertriebene，德語：[ˈhaɪmaːt.fɐˌtʁiːbənə] ⓘ）是12-16百万德国公民（不分种族）和德意志人（不分国籍），他们在世界大战后逃离或被驱逐自被波兰和苏联吞并的德国部分地区以及其他国家（所谓的einheitlichesVertreibungsgebiet），他们后前往东西德以及奥地利避难。二战后德意志人的迁移和被驱逐是近代以来欧洲人口数量最多、规模最大的民族迁移，被驱逐的原因植根于纳粹德国对中东欧诸民族战争期间犯下的屠杀和暴行中。
自愿逃离但后来被拒绝返回的难民通常与被强行驱逐出境的难民没有区别。根据1953年5月19日颁布的西德联邦驱逐法的定义，德国公民或德国种族的难民如果被拒绝返回家园，将被视为被驱逐者，因此被驱逐者一词经常被普遍使用一样。
尊贵的难民和被驱逐者既没有德国公民身份也没有德国种族，但实际上在1951年之前已经逃离或被驱逐出他们以前的住所并滞留在西德或西柏林。他们得到了照顾——作为流离失所者的一部分人——国际难民组织直到1951年，然后由西德当局授予他们额外的“heimatloser Ausländer”身份，具有优先入籍规则，有别于其他合法外国人或无国籍人。仅因战争而移居到德国吞并或德国占领的外国领土的职业工作人员和其他德国侨民不被法律视为被驱逐者，除非他们表明情况（例如与各自地区的居民结婚）规定了这种意图战后也在国外定居。除了德国被驱逐者的狭义法律定义外，还有其他团体被接受为Vertriebene（被驱逐者），例如Aussiedler。这些难民和移民包括来自上述统一驱逐领土或来自阿尔巴尼亚、保加利亚、中国、罗马尼亚、苏联或南斯拉夫的难民和移民，这些难民和移民原本是外国公民但具有德国血统，或者他们自己或他们的祖先非自愿地失去了德国公民身份，并在普遍驱逐结束后才抵达，但不会晚于1992年12月31日。
在1950年签署的一份文件中，德国被驱逐者组织承认生活在今天波兰的不同人群的困境，他们被强制重新安置在那里。德国被驱逐者只是来自许多不同国家的数百万其他人中的一个（但迄今为止是最大的），他们都在今天的德国找到了避难所。
部分被驱逐者积极参政，属于政治上的右翼。许多其他人不属于任何组织，但他们继续维护他们所谓的对祖国的合法权利。绝大多数人承诺在重建战后德国和欧洲的同时为实现这一目标而和平努力。被驱逐者在德国政坛仍然非常活跃，是德国主要的社会团体之一，拥有约200万成员。被驱逐者联邦的主席是联邦议院的成员。尽管被驱逐者及其后代活跃于西德政治，但西德内部普遍的政治气氛是为纳粹罪行赎罪。然而基民盟政府对被驱逐者和德国平民受害者表现出了相当大的支持。